# دار العلوم ديوبند
الجامعة الإسلامية دار العلوم ديوبند هي أكبر وأقدم جامعة إسلامية أهلية في شبه القارة الهندية، تقع في بلدة ديوبند. نشأت في هذه الجامعة الحركة الديوبندية.
أسست في 15 محرم 1283 هـ الموافق 31 أيار 1866 م. أسهم في إنشائها نخبة من علماء الهند، على رأسهم محمد قاسم النانوتوي (ت. 1297 هـ) ورشيد أحمد الكنكوهي (ت. 1323 هـ) وذوالفقار علي الديوبندي (ت. 1322 هـ) والشيخ الحاج عابد حسين (ت. 1331 هـ).
وفي تعليم الطلبة، تتبع دار العلوم صورة معدلة من منهج الدرس النظامي. وللجامعة مكتبة تضم 755 مخطوطة عربية وفارسية.

## وصلات خارجية
- موقع دار العلوم ديوبند بالعربية